# Академия надписей и изящной словесности

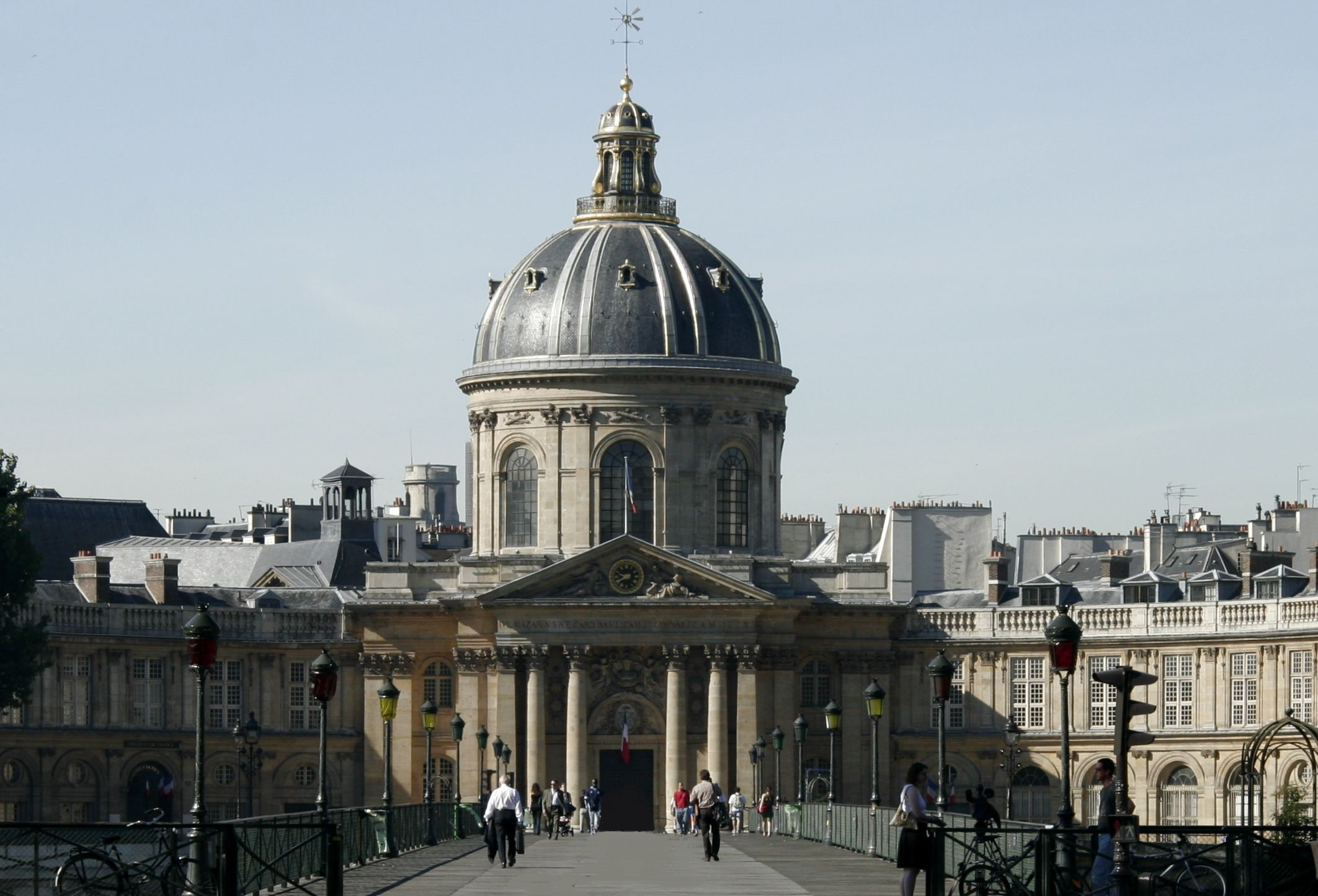
Институт Франции

Академия надписей и изящной словесности (фр. Académie des Inscriptions et Belles-Lettres), бывшая королевская, — французское учёное общество в области гуманитарных наук; одно из пяти, входящих в Институт Франции.

## История
Академия была основана в феврале 1663 года стараниями министра финансов Жан-Батиста Кольбера под названием Королевская академия надписей и медалей как небольшое сообщество знатоков истории и античности. Изначальной задачей Академии было составление латинских надписей и девизов для памятников и медалей в честь короля Людовика XIV. Позже объединила учёных-гуманитариев в области истории, археологии и языкознания. Кольбер придавал большое значение Академии надписей, ведь «надписи на медалях, памятниках, стелах живут дольше, чем книги и картины».
С 1701 года Академия надписей и медалей является официальным государственным учреждением; переименована в Академию надписей и изящной словесности в 1716 году.
Занималась и по-прежнему занимается изучением исторических памятников и документов, языков и культур античных цивилизаций, цивилизаций Средневековья и классического периода, а также неевропейских цивилизаций.

## Известные члены академии
- Бурзе, Амабль де (1663)
- Шаплен, Жан (1663)
- Перро, Шарль (1663)
- Ренсан, Пьер (1683)
- Расин, Жан (1683)
- Буало, Никола (1683)
- Фуа-Вайян, Жан (1702)
- Монфокон, Бернар де (1719)
- Лебёф, Жан (1740)
- Дютан, Луи (1775)
- Тюрго, Анн Робер Жак (1776)
- Брунк, Рихард Франц Филипп (1777)
- Госслен, Паскаль-Франсуа-Жозеф (1795)
- Дону, Пьер (1807).
- Буассонад де Фонтараби, Жан Франсуа (1816)
- Ноде, Жозеф (1817).
- Био, Эдуард-Констан (1847)
- Бутарик, Эдгар (1876[3])
- Юйяр-Бреоль, Альфонс (1869)
- Мюнц, Эжен (1893)
- Саломон Рейнах (1896)
- Потье, Эдмонд (1899)
- Фараль, Эдмон (1936)
- Фавтье, Робер (1951)
- Массэ, Анри (1958)
- Гилен, Жан (2011)